# Michael Hoffman
Michael Hoffman (Hawaï, 30 november 1956) is een Amerikaans filmregisseur.
Hoffman, hoewel geboren op Hawaï, groeide op in Payette (Idaho), waar hij een goede basketbalspeler was.
Hoffman studeerde aan de Boise State University. Hij was in 1976 een van de oprichters van het Idaho Shakespeare Festival (samen met Doug Copsey en Victoria Holloway). Terwijl hij aan de Boise State University studeerde werd hij verkozen tot preses, en verdiende hij door zijn werk de zeer gewilde Rhodesbeurs.
Terwijl hij zijn studie voortzette in Oxford, verbreedde hij zijn horizon in drama door een studentenfilm te maken, Privilege(1982), waarin een nog piepjonge Hugh Grant te zien is.
Bevriend met John Schlesinger maakte hij zijn debuut met de volgende film Restless Natives (1985), een humoristische kijk op Schotse jongens; Schlessinger was producer van de film.
Daarna maakte hij Some Girls (1988) met een jonge Patrick Dempsey (McDreamy in Grey's Anatomy), Restoration (1995) met Robert Downey jr., One Fine Day (1996) met Michelle Pfeiffer, en George Clooney, Soapdish (1991) met Sally Field en Kevin Kline.
Tot zijn verdere werk behoren A Midsummer Night's Dream waarvoor hij ook het scenario schreef op basis van het werk van William Shakespeare, en The Emperor's Club (2002), ook met Kevin Kline.
Zijn film Promised Land (1987) werd genomineerd voor een Grand Jury Prize op het Sundance Film Festival.
- Biblioteca Nacional de España: XX1303112
- Bibliothèque nationale de France: cb141065132 (data)
- Catàleg d'autoritats de noms i títols de Catalunya: 981058522514306706
- Gemeinsame Normdatei: 122337735
- International Standard Name Identifier: 0000 0001 1475 6747
- Library of Congress Control Number: no2007139802
- Nationale Bibliotheek van Tsjechië: xx0039908
- Nationale Bibliotheek van Israël: 987007432805005171
- Nationale Bibliotheek van Polen: a0000001650461
- Nederlandse Thesaurus van Auteursnamen: 073317799
- SNAC: w6r79b3z
- Système universitaire de documentation: 102136378
- Virtual International Authority File: 79175614
- WorldCat: E39PBJwMHm8HJFP4Vq6HffjXBP